# Olchowatka (Woronesch)
Olchowatka (russisch Ольхова́тка) ist eine Siedlung städtischen Typs in der Oblast Woronesch in Russland mit 3806 Einwohnern (Stand 14. Oktober 2010).

## Geographie
Der Ort liegt gut 150 km Luftlinie südlich des Oblastverwaltungszentrums Woronesch. Er befindet sich am rechten Don-Nebenfluss Tschornaja Kalitwa (Schwarze Kalitwa) bei der Einmündung des linken Zuflusses Olchowatka.
Olchowatka ist Verwaltungszentrum des Rajons Olchowatski sowie Sitz der Stadtgemeinde Olchowatskoje gorodskoje posselenije, zu der seit dem Anschluss der Landgemeinden Basowskoje und Sabolotowskoje selskoje posselenije am 2. Oktober 2013 die Siedlungen Bolschije Basy (südlich anschließend), Bugajewka (nordöstlich anschließend), Malyje Basy (3 km südöstlich), Sabolotowka (östlich anschließend), Sagirjanka (4 km westlich) und Salowka (3 km nördlich) gehören. Zusammen mit den direkt anschließenden umliegenden Ortschaften bildet Olchowatka ein zusammenhängendes Siedlungsgebiet mit über 10.000 Einwohnern.

## Geschichte
Der Ort wurde 1702 gegründet. Im 19. Jahrhundert wurde dort eine der ersten Zuckerfabriken Russlands errichtet. Olchowatka besaß den Status einer Sloboda im Ujesd Ostrogoschsk und war gegen Ende des 19. Jahrhunderts eine der größeren ländlichen Ansiedlungen des Gouvernements Woronesch.
Am 30. Juli 1928 wurde Olchowatka Verwaltungssitz eines neu geschaffenen, nach ihm benannten Rajons. Im Zweiten Weltkrieg war die Siedlung von Anfang Juli 1942 bis 16. Januar 1943 von der deutschen Wehrmacht besetzt.
1952 erhielt der Ort den Status einer Siedlung städtischen Typs.

### Bevölkerungsentwicklung
| Jahr | Einwohner |
| ---- | --------- |
| 1897 | 7945      |
| 1939 | 1811      |
| 1959 | 4267      |
| 1970 | 4644      |
| 1979 | 4484      |
| 1989 | 4333      |
| 2002 | 4424      |
| 2010 | 3806      |

Anmerkung: Volkszählungsdaten

## Verkehr
Durch Olchowatka verläuft die Regionalstraße 20K-W33-0, die von der Grenze der Oblast Belgorod (aus Richtung Belgorod – Nowy Oskol) kommt und weiter über das knapp 30 km östlich liegende benachbarte Rajonzentrum Rossosch zur föderalen Fernstraße M4 Don nördlich von Pawlowsk führt.
Die Siedlung ist Endpunkt einer 29 km langen, 1948 eröffneten Eisenbahnstrecke, die in Rossosch von der Strecke Moskau – Woronesch – Rostow am Don abzweigt.

## Söhne und Töchter des Ortes
- Adolph Moritz List (1861–1938), deutscher Chemiker